# Głogów Gaj
Głogów Gaj – nieczynny przystanek osobowy w Głogówku, w gminie Kotla, w powiecie głogowskim, w woj. dolnośląskim,  w Polsce. Został otwarty w dniu 30 grudnia 1857 roku. Zamknięty został w dniu 1 stycznia 1954 roku.